# بيلوزيريا
بيلوزيريا (Білозір'я) هي مدينة في مقاطعة تشيركاسكا في أوكرانيا.
يبلغ عدد سكانها حوالي 7991 نسمة.